# 斯蒂芬斯山
83°23′S 51°27′W / 83.383°S 51.450°W
斯蒂芬斯山（英語：Mount Stephens）是南極洲的山峰，位於伊利沙伯女皇地，海拔高度2,065米，屬於彭薩科拉山脈中福里斯特爾山脈的一部分，美國地質調查局根據測量和該國海軍的空中照片繪入地圖，現時由南極條約體系管理。